# Johan George Spalburg
Johan George Spalburg (Paramaribo, 20 de julio de 1866-5 de diciembre de 1917) fue un maestro empleado de la Iglesia de Moravia de Surinam. Tenía talento musical, siendo discípulo de Johannes Nicolaas Helstone y fue director del grupo musical Zelfoefening(1892). Trabajó por varios meses como maestro en la localidad de Charlotenburg en el Boven-Cottica y en 1896 se mudó a Diitabiki (Drietabbetje) a orillas del río Tapanahoni para organizar una nueva escuela para ndyukas. Durante su estadía allí escribió Eene Vrucht der Zending of "De Centraalschool" (1898), un  Schets van de Marowijne en hare bewoners (1899), y llevó un diario del cual fragmentos fueron publicados en 1979 por H.U.E. Thoden van Velzen y Chris de Beet bajo el título De Tapanahoni Djuka rond de eeuwwisseling. En 1900, regresó a Paramaribo, completando a si su ciclo de educativo con los Nduyka. Ese año, escribió su relato histórico Tijdtafel der Evangelische Broeder-Gemeente in Suriname - ' solo para miembros de la Iglesia de Moravia'.
Spalburg y su esposa encontraron mucha oposición a su escuela cristiana en Drietabbetje. No solo ello, sino que enfermaron de malaria, por lo que al cabo de cuatro años se fueron. Posteriormente Spalburg fue designado maestro en Albina. Durante una estancia en los Países Bajos en 1912 escribió su libro sobre folklore criollo Bruine Mina de koto-missi, el cual se publicó en Paramaribo en 1913. En 1911 se publicó el escrito De Evangelische Broedergemeente in Suriname, Souvenir. 